# Masseret
Masseret település Franciaországban, Corrèze megyében. Lakosainak száma 670 fő (2022. január 1.). Masseret Benayes, Lamongerie, Salon-la-Tour és La Porcherie községekkel határos.

## Népesség
A település népességének változása:
| Lakosok száma | 813  | 731  | 669  | 659  | 678  | 687  | 676  | 664  | 660  | 670  |
|               | 1968 | 1982 | 1990 | 2006 | 2013 | 2015 | 2017 | 2019 | 2020 | 2022 |